# BV Germania 1910 Küllenhahn
BV Germania 1910 Küllenhahn was een Duitse voetbalclub uit Küllenhahn, een wijk van Cronenberg, dat een stadsdeel is van Wuppertal, Noordrijn-Westfalen.

## Geschiedenis
De club werd in 1910 opgericht. Germania was aangesloten bij de West-Duitse voetbalbond en speelde vanaf de jaren twintig in de Bergisch-Markse competitie. In 1931 promoveerde de club voor het eerst naar de hoogste klasse en werd vijfde in groep I. Het volgende seizoen werd de club voorlaatste en doordat de competitie grondig geherstructureerd werd door de invoering van de Gauliga degradeerde de club. In 1969 fuseerde de club met SSV 1900 Wuppertal en werd zo SSV Germania 1900 Wuppertal.